# Agrotis vetusta
Agrotis vetusta là một loài bướm đêm trong họ Noctuidae.